# Unicalce
Unicalce s.p.a. è un'impresa italiana, leader nazionale nella produzione di calce in Italia, con una produzione annua di circa 2 milioni di tonnellate. 

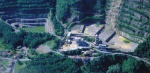
Veduta stabilimento di Sedrina

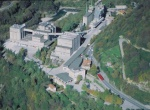
Veduta stabilimento di Lisso

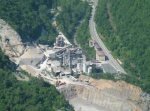
Veduta stabilimento di Brembilla

Conta 14 siti produttivi sul territorio italiano. I più grandi sono quello di Lecco, Brembilla, Sedrina e Lisso. A Narni è invece situata la sede operativa di “Premier”, divisione Unicalce che a partire dal 1989 è dedicata alla produzione di premiscelati e prodotti per l'edilizia. 

## Stabilimenti
- Bernezzo
- Brembilla
- Lecco
- Lisso
- Sedrina
- Genova
- Campiglia Marittima
- Narni
- Narni-San Pellegrino
- Narni-Madonna Scoperta
- Itri
- Palagiano
- Portovesme